# Peter Waldner
Peter Waldner (* 13. Jänner 1966 in Mals im Südtiroler Vinschgau, Italien) ist ein in Österreich lebender Organist, Cembalist, Fortepiano-Spieler, Ensemble-Leiter, Spezialist für Alte Musik, historisch informierte Aufführungspraxis und historische Tasteninstrumente sowie Musikwissenschaftler und Germanist.

## Leben und Wirken
Waldner stammt aus Mals im Vinschgau und legte seine Matura 1985 als Schüler des Johanneums in Meran ab. Seine musikalische Ausbildung erhielt er zunächst am Tiroler Landeskonservatorium bei Reinhard Jaud, Hans Kofler, Bojidar Noev und Günther Andergassen sowie am Institut für Musikwissenschaft der Universität Innsbruck unter Walter Salmen. Weiter studierte er bei Gustav Leonhardt in Amsterdam, bei Hans van Nieuwkoop und Kees van Houten an den historischen Orgeln von Amsterdam, Haarlem, Alkmaar und Helmond, bei William Christie in Paris sowie bei Jean-Claude Zehnder an der Schola Cantorum Basiliensis. Meisterkurse führten ihn auch zu Luigi Ferdinando Tagliavini, Jesper Bøje Christensen, Kenneth Gilbert, Harald Vogel, Pierre Hantaï und Daniel Roth.
Waldner ist in Innsbruck als Professor für Cembalo, Orgel, Generalbass, Ornamentik, Stilkunde und Aufführungspraxis Alter Musik am Tiroler Landeskonservatorium und als Dozent an der Expositur der Universität Mozarteum Salzburg sowie seit 1988 als Organist und Kirchenmusiker der Landschaftlichen Pfarrkirche Mariahilf tätig. Seine Konzerttätigkeit führte ihn in die meisten europäischen Länder. Als Cembalist, Organist, Clavichord- und Fortepiano-Spieler war er ebenso wie als Ensemble-Leiter bei zahlreichen Festivals für Alte Musik zu Gast. Rundfunkaufnahmen erfolgten beim österreichischen (ORF), italienischen (RAI), bayerischen (BR) und niederländischen Rundfunk (KRO).
Seit 1994 spielt Waldner CDs mit Alter Musik an historischen Tasteninstrumenten ein; sie erschienen im Eigenverlag, beim Label Extraplatte Wien, beim ORF (Österreichischer Rundfunk Tirol, Vorarlberg und ORF-Edition Alte Musik), in der CD-Reihe musikmuseum der Tiroler Landesmuseen, beim österreichischen Label fra bernardo und beim belgischen Label Organroxx. 2011 initiierte er seine eigene CD-Reihe Tastenfreuden, die ausschließlich an historischen Tasteninstrumenten oder deren Kopien interpretierte Meister- und Schlüsselwerke des Tastenrepertoires aus Renaissance, Barock, Klassik und Frühromantik präsentiert.
Waldner ist künstlerischer Leiter der Konzertreihe für Alte Musik Innsbrucker Abendmusik (1988 bis 2013: AbendMusic – Lebensmusik) und Gründer des Tiroler Ensembles für Alte Musik vita & anima. Regelmäßig konzertiert er als Solist an Orgel, Cembalo, Virginal, Spinett, Clavichord, Lautenklavier und Fortepiano; dabei interpretiert er Musik der Renaissance, des Barock, der Klassik und der Frühromantik.
Seit 2009 widmet sich Waldner in Konzerten und CD-Produktionen mit seinem Ensemble für Alte Musik vita & anima und in enger Zusammenarbeit mit der von Franz Gratl geleiteten Musikabteilung des Tiroler Landesmuseums Ferdinandeum der Wiederentdeckung unbekannter oder vergessener Barockmusik aus Tirol, die in europäischen Musikarchiven liegt. Ein weiteres, auf mehrere Jahre hin angelegtes Projekt ist die systematische CD- und Video-Dokumentation der kostbaren historischen Orgeln Südtirols in Zusammenarbeit mit der Brixner Initiative Musik und Kirche und der Musikabteilung des Tiroler Landesmuseums Ferdinandeum. Außerdem arbeitete Waldner mit zahlreichen Ensembles und Spezialisten für Alte Musik zusammen.

## Auszeichnungen
- 1989: Stipendium der Klavierfirma Bösendorfer Wien
- 1989: Erster Preis im Rahmen des österreichischen Musikwettbewerbs „Jugend musiziert“
- 1991: Musikförderungspreis der Tiroler Sparkassen
- 1995: Jacob-Stainer-Preis des Landes Tirol (für die Verdienste um die Interpretation Alter Musik an historischen Tasteninstrumenten.)[7]
- 2004: Ö1 Pasticcio-Preis des Österreichischen Rundfunks (für die beiden CDs Orgellandschaft Ritten I & II.)[8]
- 2022: Ehrenzeichen für Kunst und Kultur der Tiroler Landeshauptstadt Innsbruck

## Diskografie
Die folgenden CD-Einspielungen sind chronologisch geordnet:
- Die Chororgel im Stift Stams (Andreas Jäger, 1757). Süddeutsche und österreichische Orgelmusik des 17. und 18. Jahrhunderts. ORF Tirol, 1994.
- Lebensmusic. Englische, italienische und deutsche Cembalomusik des 16. und 17. Jahrhunderts an einem Cembalo nach Giovanni Battista Giusti von Cornelis Bom. Eigenverlag, 1995.
- Orgelmusik von Johann Sebastian Bach. An der Orgel (Orgelbau Pirchner, 1986) der Landschaftlichen Pfarrkirche Mariahilf in Innsbruck. 2 CDs. Landschaftliche Pfarre Mariahilf, 1996.
- Die Baldachin-Orgel des Michael Strobl auf der Churburg (1559). Weltliche und geistliche Orgelmusik des 16. Jahrhunderts. ORF Tirol, 1997.
- Heinrich Ignaz Franz von Biber: Missa Bruxellensis XXIII vocum. La Capella Reial de Catalunya & Le Concert des Nations, Jordi Savall. Alia Vox, 1999. (Weltersteinspielung.)
- Johann Sebastian Bach: Goldberg-Variationen BWV 988. An dem Gottfried Silbermann zugeschriebenen zweimanualigen Cembalo (ca. 1740) im Musikinstrumenten-Museum SIMPK Berlin. ORF Tirol, 2000.
- Heinrich Ignaz Franz von Biber: Requiem à 15 in Concerto. La Capella Reial de Catalunya & Le Concert des Nations, Jordi Savall. Alia Vox, 2002. (Weltersteinspielung.)
- Johann Jacob Ammann: Arien für Sopran, Streicher und Basso continuo. Katerina Beranova (Sopran), Peter Waldner (Cembalo), Ensemble Plus. ORF Vorarlberg, 2002.
- Orgellandschaft Ritten I & II. An acht historischen Orgeln der Gemeinde Ritten oberhalb von Bozen. 2 CDs. Extraplatte, 2004.
- Wolfgang Amadeus Mozart: Sonaten & Variationen. An einem Clavichord nach Christian Gottlob Hubert von Koen Vermeij. Extraplatte, 2006.
- Bachs Lautenclavier. Johann Sebastian Bach: Werke für Lautenclavier BWV 995, 997, 998, 1006a. ORF-Edition Alte Musik, 2007.
- vita & anima – Ein Querschnitt durch 10 Konzertjahre. Live-Konzertmitschnitte aus den Jahren 1999–2009. vita & anima. 2 CDs. Eigenverlag / Verein „Alte Musik in Innsbruck-Mariahilf“, 2010.
- Wie der Hirsch schreit nach frischem Wasser. Motetten und Canzonen von Tiroler Barockkomponisten. Leopold von Plawenn: Fünf geistliche Motetten aus Sacrae Nymphae duplicium Aquarium, Ulm 1672. Ingenuin Molitor: Sechs Canzonen aus Fasciculus Musicals, Innsbruck 1668, Zwei Canzonen für Orgel aus Brixener Orgelbuch, 17. Jahrh. vita & anima: Sabine Neumann (Alt), Satoshi Mitsukoshi (Tenor), Peter Kooij (Bass), Judith Steenbrink und Maite Larburu (Barockviolinen), Arno Jochem  (Viola da gamba und Violone), Andreas Arend (Theorbe), Peter Waldner (Orgelpositiv und Leitung). Musikmuseum 6 (CD-Reihe der Tiroler Landesmuseen), 2010. (Weltersteinspielung.)
- Die Baldachin-Orgel auf der Churburg (1559). Weltliche Orgelmusik der Renaissance und des Frühbarock an der Baldachin-Orgel des Michael Strobl. Tastenfreuden 1. Eigenverlag, 2011.
- Die italienische Renaissance-Orgel (organo di legno, anonym, um 1580) in der Silbernen Kapelle der Innsbrucker Hofkirche. Italienische, süddeutsche und spanische Orgelmusik aus Renaissance und Frühbarock. Musikmuseum 11 (CD-Reihe der Tiroler Landesmuseen), 2011. (Erste verfügbare CD-Aufnahme des kostbaren historischen Instruments.)
- John come kiss me now – Von der Liebe. Ein Streifzug durch die Tastenmusik der Spätrenaissance und des Frühbarock: Englische, niederländische, deutsche und italienische Clavierwerke zum Thema Liebe an Virginal, Lautenpolygonal und Cembalo (Klemens Kleitsch, Kiefersfelden). Eigenverlag, Tastenfreuden 2, 2012.
- Franz Schubert Späte Clavierwerke. Impromptus in c-moll, Es-Dur & Ges-Dur D. 899 (1827), Acht Valses sentimentales in C-Dur aus D. 779 (1825), Grazer Galopp in C-Dur D. 925 (1825), Galopp & acht Eccosaisen D. 735 (1825), Zwei Deutsche Tänze D. 841 (1825), Claviersonate in G-Dur (Fantasie-Sonate) D. 894 (1826), Claviersonate in B-Dur D. 960 (1828), Clavierstücke in es-moll und Es-Dur D. 946 (1828) an den beiden Hammerflügeln nach Michael Rosenberger, um 1805 und Jacob Bertsche, um 1815 (Robert A. Brown, Oberndorf bei Salzburg). 2 CDs. Eigenverlag, Tastenfreuden 3, 2012.
- Die große Freude der kleinen Prinzessin. Ein neues Märchen mit Alter Musik von Verena Wolf und Peter Waldner. Ein Hör-Bilderbuch mit CD für Kinder ab 4 Jahren. Musik von William Byrd, Giles Farnaby, Thomas Morley, anonymen englischen Komponisten, Hans Leo Hassler und Johann Hieronymus Kapsberger. Verena Wolf (Illustrationen und Traversflöte), Peter Waldner (Lautenpolygonal von Klemens Kleitsch, Kiefersfelden). Studia Universitätsverlag Innsbruck, 2012.
- Bachs Mentoren. Partiten und Suiten von Georg Böhm, Dieterich Buxtehude und Jan Adam Reincken an einem zweimanualigen Cembalo nach Johannes Ruckers (petit ravalement, 1624), von Matthias Griewisch, Bammental, einem Oktavspinett nach Samuel Biedermann (frühes 17. Jahrhundert), von Matthias Griewisch, und an einem Muselar nach Andreas Ruckers dem Jüngeren (1644) von Herbert Kuen, Götzens (1983). Eigenverlag, Tastenfreuden 4, 2012.
- Ingenuin Molitor: Geistliche Motetten (aus: Fasciculus musicalis, 1668). vita & anima – la dolcezza: Maria Erlacher und Gerlinde Sämann (Sopran), Markus Flaig (Bariton), Veronika Skuplik und Maite Larburu (Barockviolinen), Arno Jochem (Viola da gamba und Violone), Andreas Arend (Theorbe), Peter Waldner (Orgelpositiv und Leitung). Musikmuseum 15 (CD-Reihe der Tiroler Landesmuseen), 2013. (Weltersteinspielung).
- Die Orgel der Landhauskapelle zum Heiligen Georg in Innsbruck. Deutsche und österreichische Orgelmusik des Barock. Eigenverlag, Tastenfreuden 5, 2013.
- Johann Kuhnau: Der musikalische Quacksalber und Cembalowerke. Katharina Brenner spricht ausgewählte Passagen aus Johann Kuhnaus satirischem Musikerroman (1700); Peter Waldner spielt Cembalowerke des Komponisten. Eigenverlag, Tastenfreuden 6, 2013.
- Francesco Antonio Bonporti: Motetti a voce sola (1668) & Triosonaten. vita & anima: Melanie Hirsch (Sopran), Maren Ries und Volker Möller (Barockviolinen), Arno Jochem (Violone), Heidelore Schauer (Salterio), Andreas Arend (Theorbe), Peter Waldner (Orgelpositiv und Leitung). Musikmuseum 19 (CD-Reihe der Tiroler Landesmuseen), 2014.
- Johann Sebastian Bach Orgel- & Cembalowerke. Praeludium und Fuga in G-Dur BVW 541, Zweyter Theil der ClavierUebung (1735): Concerto nach Italiaenischen Gusto in F-Dur BWV 971, Ouverture nach französischer Art in h-Moll BWV 831 und Partite diverse sopra „Sey gegrüsset, Jesu gütig“ BWV 768 an der Orgel der Landschaftlichen Pfarrkirche Mariahilf in Innsbruck (Orgelbau Pirchner, 1986) und an einem zweimanualigen französischen Cembalo nach Pascal Taskin, 1769 (Keith Hill, 1999). Eigenverlag, Tastenfreuden 7, 2015.
- Giovanni Buonaventura Viviani: Psalmvertonungen, Lauretanische Litanei und geistliche Motetten (aus: Salmi, Motetti e Litanie de Beata Maria Vergine op. 5, Bologna 1688). Introduttione prima & Symphonia prima (aus: Capricci armonici da chiesa e da camera op. 4, Venedig 1678). vita & anima: Maria Erlacher und Nele Gramß (Sopran), Markus Flaig (Bassbariton), Gottfried von der Goltz und Amandine Bernhardt (Barockviolinen), Annkathrin Beller (Barockvioloncello), Andreas Arend (Theorbe), Peter Waldner (Orgelpositiv und Leitung). Musikmuseum 24 (CD-Reihe der Tiroler Landesmuseen), 2016.
- Georg Arnold: Geistliche Motetten (aus: Liber II […] Sacrarum Cantionum, Innsbruck 1661) und Instrumentalwerke (aus: Canzoni, ariae et sonatae, Innsbruck 1659). Ingenuin Molitor: Geistliche Motetten (aus: Fasciculus musicalis, Innsbruck 1668). vita & anima: Melanie Hirsch und Maria Bernius (Sopran), Matthias Helm (Bass), Jolanta Sosnowska und Cecilia Bernardini (Barockviolinen), Arno Jochem (Barockvioloncello & Violone), Andreas Arend (Theorbe), Peter Waldner (Orgelpositiv und Leitung). Musikmuseum 32 (CD-Reihe der Tiroler Landesmuseen), 2017.
- Ex Bibliotheca Mariaemontana – Barocke Tastenmusik aus der Musikbibliothek des Benediktinerklosters Marienberg bei Burgeis. Tastenwerke von Alessandro Poglietti, Georg Muffat, Georg Friedrich Händel, Jan Zach u. P. Marian Stecher OSB an einem zweimanualigen Cembalo nach Christian Vater (Andrea Restelli, Mailand 2016), einem historischen Clavichord (Joseph Lusser, Brixen, frühes 19. Jahrhundert) aus dem Besitz des Klosters Marienberg, der historischen Chororgel der Basilika des Stiftes Stams (Andreas Jäger, Füssen 1757) und der historischen Orgel der Klosterkirche Marienberg (Josef Aigner, Schwaz 1866). Musikmuseum 34 (CD-Reihe der Tiroler Landesmuseen), 2018.
- Stile nuovo. CD 1: Frühbarocke Weihnachtsmusik aus Tirol und Italien. Geistliche Motetten von Christoph Sätzl, Johann Stadlmayr, Ambrosius Reiner, Jacopo Finetti, Felice Anerio, Orfeo Vecchi und Vincenzo Pace (aus: Promptuarium musicum, München 1627). Instrumentalwerke von Bernardo Storace (aus: Selva di varie compositioni d’intavolatura per cimbalo ed organo, Venedig 1664). Vokalensemble Odhecaton à 5, Reinhild Waldek (Barockharfe), Peter Waldner (Cembalo, Orgelpositiv und Leitung). CD 2: Marienvesper im Dom zu Brixen Anno Domini 1641 (Rekonstruktion). Sakrale Vokalwerke von Christoph Sätzl und Johann Stadlmayr. Instrumentalwerke von Dario Castello. La Venexiana à 8, Prishna Ensemble, Peter Waldner (Orgelpositiv und Leitung). 2 CDs. Musikmuseum 41 (CD-Reihe der Tiroler Landesmuseen), 2019.
- Johann Sebastian Bach Toccaten & Suiten am Clavichord vol. 1. Toccaten in c-Moll BWV 911, in d-Moll BWV 913 und in G-Dur BWV 916. Französische Suite in c-Moll BWV 813. Sonata in d-Moll BWV 964 an der Rekonstruktion eines Bach-Clavichords nach Jacob Adlung (Joris Potvlieghe, Tollembeek 2018). organroxx, 2019.
- Johann Sebastian Bach Toccaten & Suiten am Clavichord vol. 2. Toccaten in D-Dur BWV 912, in e-Moll BWV 914 und in g-Moll BWV 915. Suite in a-Moll BWV 818a. Französische Suite in E-Dur BWV 817 an der Rekonstruktion eines Bach-Clavichords nach Jacob Adlung (Joris Potvlieghe, Tollembeek 2018). organroxx, 2020.
- Francisci magnus amor - In memoriam François Badoud. Italienische Tastenwerke des 16. Jahrhunderts von Annibale Padovano, Andrea Antico, Marco Antonio Cavazzoni, Anonymi, Giulio Caccini/Peter Philips, Girolamo Cavazzoni, Antonio Valente, Ruggero Trofeo, Giovanni Picchi, Andrea Gabrieli, Giovanni Gabrieli, Giovanni Picchi, Francesco Biancardi, Giovanni Paolo Cima an einem originalen italienischen Virginal (anonym, Florenz, 16. Jahrhundert) und an einem originalen italienischen Cembalo (anonym, Neapel, 16. Jahrhundert) aus der privaten Sammlung historischer Tasteninstrumente des Schweizer Psychoanalytikers François Badoud. fra bernardo, 2020.
- Johann Sebastian Bach Sonaten. Sonaten für Violine und obligates Cembalo in h-Moll BWV 1014, c-Moll BWV 1017 und G-Dur BWV 1019. Sonata in C-Dur für Violine solo BWV 1005. Adagio in G-Dur für Cembalo solo BWV 968 nach der Sonata in C-Dur für Violine solo BWV 1005. Plamena Nikitassova (Barockvioline von Jacob Stainer aus dem Besitz des Tiroler Landesmuseums Ferdinandeum), Peter Waldner (Cembalo nach Johann Heinrich Harraß, Breitenbach in Thüringen, vor 1714 von Jürgen Ammer). Musikmuseum 46 (CD-Reihe der Tiroler Landesmuseen), 2020.
- Apparatus musico-organisticus - Barocke Orgelwerke aus Tiroler Quellen. Süddeutsche und Tiroler Orgelwerke von Georg Muffat, Ingenuin Molitor, Anonymus/Stift Stams, Johann Krieger, Johann Philipp Krieger an den historischen Orgeln der Pfarrkirche St. Blasius in Taufers im Münstertal (Johann Caspar Humpel, 1708/1709) und der Reformierten Kirche St. Florinus in Ramosch im Engadin (Carlo Prati, 17. Jahrhundert). Musikmuseum 51 (CD-Reihe der Tiroler Landesmuseen), 2020.
- Life Pictures - Scenes of the Life of King Christian IV. Englische, niederländische, deutsche und spanische Orgelwerke der Spätrenaissance und des Frühbarock an der Holzpfeifen-Orgel des Esaias Compenius (1610) in der Schlosskirche von Frederiksborg in Hillerød/Dänemark. Eigenverlag, Tastenfreuden 8, 2020.
- Charakterklänge - Orgelmusik der Renaissance. Europäische Orgelwerke des 16. und frühen 17. Jahrhunderts an der ältesten spielbaren Kirchenorgel Südtirols (Hans Schwarzenbach, 1599) in der Kirche St. Peter in Auer und an der Rekonstruktion von Kaiser Maximilians I. Apfelregal nach dem Holzschnitt von Hans Weiditz, 1518 (Orgelbau Kögler, St. Florian). Musikmuseum 53 (CD-Reihe der Tiroler Landesmuseen), 2021.
- Johann Sebastian Bach Clavier Ubung bestehend in einer ARIA mit verschiedenen Verænderungen - Goldberg Variations BWV 988. An dem Gottfried Silbermann zugeschriebenen zweimanualigen Cembalo (ca. 1740) im Musikinstrumenten-Museum SIMPK Berlin. Eigenverlag, Tastenfreuden 9, 2021.
- Historical organs in South & North Tyrol. Europäische Orgelwerke des 16., 17. und 18. Jahrhunderts an der Baldachin-Orgel (Michael Strobl, 1559) der Churburg in Schluderns und an der Chororgel (Andreas Jäger, 1757) der Basilika des Zisterzienserstiftes Stams. 2 CDs. Eigenverlag, Tastenfreuden 10, 2021.
- Johann Gottfried Walther Concerti appropriati all’Organo. Concerti, Variationen, Praeludien & Fugen an der Orgel (Orgelbau Pirchner, 1986) der Landschaftlichen Pfarrkirche Mariahilf in Innsbruck. Eigenverlag, Tastenfreuden 11, 2021.
- Claudio Monteverdi Musica Sacra. Ausgewählte Motetten aus Selva morale et spirituale (1641) und Psalmvertonungen aus Messa a quattro voci, et Salmi (Venezia, 1650) von Claudio Monteverdi. Instrumentalwerke von Biagio Marini und Dario Castello. vita & anima: Melanie Hirsch (Sopran), Ulrich Cordes (Tenor), Markus Flaig (Bassbariton), Jolanta Sosnowska und Veronika Egger (Barockviolinen), Arno Jochem (Viola da gamba und Violone), Andreas Arend (Chitarrone), Reinhild Waldek (Barockharfe), Peter Waldner (Orgelpositiv und Leitung). Musikmuseum 55 (CD-Reihe der Tiroler Landesmuseen), 2021.
- Manualiter. Barocke Kleinorgeln in Südtirol. Italienische, süddeutsche und Tiroler Orgelwerke des 17. Jahrhunderts aus der „Essack-Handschrift“ von Elias de Sylva (1665–1732) am Brüstungspositiv (Franz Köck, 1693) der Kirche St. Magdalena im Moos in Niederdorf, am Orgelpositiv (Johann Balthasar Humpel, 1738) der Kirche St. Moritzen in Sand in Taufers und am Orgelpositiv (Martin Junkhans, 1682) der Heilig-Kreuz-Kapelle des Ansitzes Reinsperg in Eppan. Musikmuseum 59 (CD-Reihe der Tiroler Landesmuseen), 2022.
- Musical Storytelling. Niederländische, flämische und französische Cembalo-Werke des 17. Jahrhunderts von Sweelinck, Bull, Philips, Cornet, de Chambonnières, L. Couperin, d’Anglebert und Lebègue am einzigen noch spielbaren originalen zweimanualigen Cembalo (1646) von Iohannes Couchet im Musikinstrumenten-Museum (MIM) in Brüssel. Eigenverlag, Tastenfreuden 12, 2022.
- Historische Orgeln der Steiermark. Österreichische, italienische, süd- und mitteldeutsche Orgelwerke des 17. und 18. Jahrhunderts an zwölf steirischen Barockorgeln aus den Werkstätten der Orgelbauerfamilien Mitterreither, Schwarz und Raboldt in St. Veit am Vogau, Pöllau, Pöllauberg, Leoben-Göß, Bruck an der Mur, Schloss Eggenberg/Graz, Fürstenfeld, Birkfeld und St. Georgen am Gasenbach. 2 CDs. Eigenverlag, Tastenfreuden 13, 2023.
- Johann Caspar Ferdinand Fischer (1662 - 1746) "Musicalischer Parnassus" (ohne Jahreszahl, vermutlich 1738) - Suiten aus "Les Pièces de Clavessin" (Schlackenwerth, 1696) / "Musicalisches Blumen-Büschlein" (Augsburg, 1698). Am originalen zweimanualigen Cembalo (1624) von Ioannes Ruckers (petit ravalement: Antoine Vater - Paris, um 1720) im Musée Unterlinden in Colmar. 2 CDs. Eigenverlag, Tastenfreuden 14, 2023.
- Italiani e Oltremontani. Historische Orgeln im Südtiroler Vinschgau. Italienische, süddeutsche und Tiroler Orgelwerke des 17. und 18. Jahrhunderts an den Barockorgeln der Kirchen St. Lucius in Tiss in Goldrain (Carlo Prati, 1651), St. Helena auf der Töll in Partschins (Johann Caspar Humpel, 1704), St. Georg in Agums (Johann Caspar Humpel, 1723–26) und der Spitalkirche in Latsch (Andreas Jäger, 1741). Musikmuseum 65 (CD-Reihe der Tiroler Landesmuseen), 2023.
- Die Musen. Weibliche Anmut in neun Suiten. Ein Bilder-, Lese- und Hörbuch mit Farbzeichnungen von Brigitte Schalhaas zum Thema der neun Musen in der griechischen Mythologie und Peter Waldners Doppel-CD Johann Caspar Ferdinand Fischer (1662 - 1746) "Musicalischer Parnassus" (ohne Jahreszahl, vermutlich 1738) - Suiten aus "Les Pièces de Clavessin" (Schlackenwerth, 1696) / "Musicalisches Blumen-Büschlein" (Augsburg, 1698). Bilder und Texte von Brigitte Schalhaas. Peter Waldner am originalen zweimanualigen Cembalo (1624) von Ioannes Ruckers (petit ravalement: Antoine Vater - Paris, um 1720) im Musée Unterlinden in Colmar. Studia Universitätsverlag Innsbruck, 2023.
- Frisch fröhlich wölln wir singen. Höfisches Divertissement in Tirol um 1600. Vokalwerke von Christian Janszone Hollander, Jacob Regnart und Paul Sartorius. Instrumentalwerke von Christian Erbach. Vokalensemble Polyharmonique, Gambenconsort L'Arte violistica, Johannes Ötzbrugger (Renaissancelaute), Peter Waldner (Orgelpositiv und Cembalo), Alexander Schneider (Leitung). Musikmuseum 71 (CD-Reihe der Tiroler Landesmuseen), 2024.
- Lasst uns das Kindlein wiegen. Weihnachtsmusik an vier Südtiroler Barockorgeln von Ignaz Franz Wörle. Deutsche und italienische Orgelwerke des 17., 18. und 19. Jahrhunderts an den Barockorgeln der Kirchen St. Nikolaus in Kaltern (Ignaz Franz Wörle, um 1750), St. Stephan in Pinzon (Ignaz Franz Wörle, um 1750), Maria Himmelfahrt in Oberbozen (Ignaz Franz Wörle, um 1750) und St. Margareth in Obervöls am Schlern (Ignaz Franz Wörle, um 1760). Musikmuseum 72 (CD-Reihe der Tiroler Landesmuseen), 2024.